# Экономика Лаоса
Экономика Лаосской Народно-Демократической Республики стремительно растет в результате децентрализованного государственного контроля и поощрения частного предпринимательства с 1986 года. В настоящее время Лаос входит в число наиболее быстро растущих экономик мира, в среднем 8 % в год прироста ВВП, при этом отмечается, что темп роста экономики сохранится в районе 7 % в год до 2019 года.
Ключевыми целями для правительства являются борьба с бедностью и образование для всех детей, а также с инициативой правительства стать аграрной державой. Для этого в стране активно развивается дорожная инфраструктура — строится скоростная железная дорога стоимостью почти 6 миллиардов долларов от Куньмина (Китай) до Вьентьяна (Лаос). Строительство железнодорожной инфраструктуры — головная боль лаосских властей. Проект находится в работе с 2015 года. В 2016 году в него привлекали крупных инвесторов. Около 4-х миллионов USD вложила в организацию наземного сообщения с Китаем сингапурская компания QI Ingredients, рассчитывая в течение двух лет окупить эти инвестиции за счёт грузоперевозок и поставок кукурузной муки из Лаоса, но пока проект так и не завершён.
Страна открыла Лаосскую фондовую биржу в 2011 году, и стала растущим региональным игроком в роли поставщика гидроэлектроэнергии для соседей, таких как Китай, Вьетнам и Таиланд. В настоящий момент экономика Лаоса в значительной степени зависит от прямых иностранных инвестиций для привлечения капитала из-за рубежа.
Несмотря на быстрый рост, Лаос остаётся одной из самых бедных стран в Юго-Восточной Азии. Страна, не имеющая выхода к морю, имеет крайне неразвитую инфраструктуру и практически неквалифицированную рабочую силу. Тем не менее Лаос продолжает привлекать иностранные инвестиции, поскольку он входит в крупное экономическое сообщество — АСЕАН, с его многочисленной, молодой рабочей силой и благоприятным налоговым режимом. Доход на душу населения в стране в 2016 году оценивался в 5 700 долларов США на основе паритета покупательной способности.

## Общие черты
Лаос остаётся в числе немногих государств, официально не отказавшихся от марксистско-ленинской идеологии. Вьетнам, Китай, Куба и Северная Корея считаются «стратегическими друзьями». Но в то же время вслед за Вьетнамом и Китаем Лаос взял курс на рыночные реформы.
По данным портала АЗИАТСКИЙ ВЕКТОР основные показатели экономики Лаоса следующие: ВВП составили $ 12,5 млрд (2015 год), ВВП на душу населения — $ 1779 (2015 год), уровень бедности — 23,2 % (2014 год), безработица — 1,4 % (2014 год), темпы экономического роста — 7 % (в 2015 году)
Факторы, сдерживающие развитие Лаоса:
- экономическая и социальная дифференциация территории;
- преобладание потребительского сельского хозяйства и натурального обмена;
- слабое развитие инфраструктуры, прежде всего транспорта и средств связи;
- слабая изученность страны — рыночная конъюнктура, местная материально-техническая база и перспективы, открывающиеся перед зарубежными инвесторами;
- нехватка внутренних финансовых ресурсов, что вызывает необходимость в привлечении значительных капиталовложений из-за рубежа (в 1997 иностранная помощь составила 231,5 млн долл.), существенный дефицит платёжного баланса;
- отсутствие квалифицированных кадров и слабость институциональной системы;
- высокие транспортные расходы, особенно ощутимые при вывозе товаров за границу, прежде всего из-за отсутствия выхода к морю.

## Внешняя торговля
В 2017 году Лаос занимал 131-е место по объему внешней торговли
Экспорт — $2,04 млрд.: медная руда (27 %), различные ткацкие и текстильные товары (11,5 %), резина (9,5 %), золото (7,6 %), необработанные лесоматериалы (6,7 %) и пиломатериалы (3 %). Главный торговый партнёр по экспорту — Китай — 58 %, далее следуют Индия (12 %), Япония (7,2 %), Германия и США (по 4,4 % каждая).
Импорт — $1,94 млрд.: машины, оборудование и электронику (48 %), металлы и прокат (17,6 %), транспортные средства (12,6 %), химические товары, строительные материалы и текстильное сырьё. Главный торговый партнёр по импорту — Китай — 69 %, далее следуют Япония (5,8 %) и Южная Корея (4,8 %).

## Промышленность
Промышленность в Лаосе зародилась ещё в 1950-х годах. Тогда были созданы первые фабрики по переработке сельскохозяйственного сырья и предприятия энергетики. До этого были всего несколько французских оловянных рудников и ремесленные лавки. С 1960-х годов начинает активно развиваться энергетика, легкая, пищевая и строительных материалов отрасли промышленности, которые занимали всего 3 % ВНП и где было занято всего 3 % населения.

### Горнодобывающая промышленность
Лаос имеет небольшие залежи полезных ископаемых. Наибольшее значение для промышленности имеет олово, меньше — соль и гипс. Поваренная соль добывается недалеко от столицы с 1960-х годов, но ее не хватает для нужд страны. Гипс залегает мощными пластами на севере в районе Кхуа и в центре недалеко от Саваннакхета.
Есть также залежи драгоценных камней на западе страны, каменного угля неподалёку Луангпхабанг, железной руды на северо-востоке, медной руды на севере и юге, свинца в районе поселения Донг и Вангвианг, золота в центре, на востоке и на юге.
Залежи оловянных руд размещаются в центре страны, на север от Тхакхэка. Олово начали добывать ещё французы, когда Лаос был их колонией. После войны добыча была приостановлена и восстановлена только в 1948 году, а затем снова приостанавливалась. Крупнейшим месторождением олова является Пхонтиу. До войны производилось около 1 200 т оловянного концентрата в год, за последующие годы данные представлены в таблице:
| Год  | Добыча, т | Год  | Добыча, т |
| ---- | --------- | ---- | --------- |
| 1940 | 1893      | 1973 | 746       |
| 1964 | 600       | 1974 | 612       |
| 1966 | 345       | 1975 | 518       |
| 1967 | 12301     | 1976 | 576       |
| 1968 | 489       | 1977 | 600       |
| 1969 | 522       | 2002 | 366       |
| 1970 | 575       | 2013 | 800       |
| 1971 | 672       |      |           |
| 1972 | 1900      |      |           |

1 добыча увеличилась за счёт открытия нового месторождения
Продукция является неконкурентоспособной из-за трудностей перевозки (отсутствие путей сообщения), отсутствие оловоплавильных заводов. Олово идет на экспорт, в основном в Малайзию и Сингапур.
С началом проведения реформ в экономике, в страну привлекаются иностранные инвесторы, в частности австралийские компании Oxiana Ltd и MMG

### Электроэнергетика
Суммарные запасы энергоносителей оцениваются в размере 0,298 млрд тут (в угольном эквиваленте). На конец 2019 года электроэнергетика страны в соответствии с данными EES EAEC характеризуется следующими показателями. Установленная мощность — нетто электростанций — 8014 МВт, в том числе: тепловые электростанции, сжигающие органическое топливо (ТЭС) — 23,8 % , возобновляемые источники энергии (ВИЭ) — 76,2 %. Производство электроэнергии-брутто — 31 133 млн. кВт∙ч, в том числе: ТЭС — 39,2 % , ВИЭ — 60,8 %. Конечное потребление электроэнергии — 6596 млн. кВт∙ч, из которого: промышленность — 47,0 %, бытовые потребители — 32,4 %, коммерческий сектор и предприятия общего пользования — 19,3 %, сельское, лесное хозяйство и рыболовство — 0,6 %, другие потребители — 0,7 % . Показатели энергетической эффективности за 2019 год: душевое потребление валового внутреннего продукта по паритету покупательной способности (в номинальных ценах) — 8157 долларов, душевое (валовое) потребление электроэнергии — 920 кВт∙ч, душевое потребление электроэнергии населением — 298 кВт∙ч. Число часов использования установленной мощности-нетто электростанций — 3885 часов

### Перерабатывающая промышленность
Промышленность строительных материалов начала развиваться интенсивно с 1965 года, когда начали массово строиться новые здания, в основном жилые дома, административные здания, мосты, дороги, аэродромы и гидравлические электростанции. На заводах изготовляются цемент (50 тыс. т в 1965 году в Тхакхеке и Луангпхабанге), кирпич, бетонные изделия.
Лесная промышленность развита достаточно хорошо. Лаос заготавливает такие ценные породы древесины как сал, тик, палисандр и черное дерево. В стране работают 85 лесопилок, которые обрабатывают 247,5 тыс. м3 за год. В 1973 году было произведено 272 тыс. м3 древесины, 2,8 тыс. т древесного угля. Развита и переработка леса: производство спичек — 4,5 млн коробок (1973), мебельная промышленность. Деревообрабатывающая промышленность развита в Сайнябуле, Вангвианге, столицы, Тхакхеке, Саваннакхете и Паксе.
Легкая промышленность развита слабо. Есть несколько предприятий по производству резиновой обуви (30 тыс. пар в 1973 году). Кожевенная и обувная промышленность развита в столице и Луангпхабанге, текстильная — в Самныа.
Пищевая промышленность имеет недостаточно высокие показатели развития. В стране работают (1973) хлопкоочистительный завод в столице, 136 рисорушок (14,5 тыс. риса), табачная фабрика (31 млн пачек) и несколько предприятий по производству сахара и переработке фруктов. Существует также комбикормовый завод. Крупнейшими центрами являются столица, Саваннакхет и Паксе.
Металлообрабатывающая промышленность представлена предприятиями по производству жести (1977) и металлических орудий труда. Центры: столица и Самниа.

## Транспорт
Осн. виды транспорта в стране — автомобильный, водный и авиационный. Построен бензинопровод мощностью 100 тыс. т в год.

### Автомобильный транспорт
Транспортная сеть развита очень слабо. В 1973 году протяженность асфальтированных дорог составляла всего 756 км, это 12 % всех автодорог. В 1974 году протяженность всех дорог составила 7,4 тыс. км, из них с твердым и асфальтированным покрытием — 2,9 тыс. км. Плотность автодорог составляет 26 км/тыс. км².
Главная автомагистраль № 13 соединяет Луангпхабанг и столицу с югом страны. Она простирается вдоль левого берега реки Меконг и в некоторых местах имеет участки с довольно тяжелым движением. Она проходит по такому маршруту: Луангпхабанг — Вьентьян — Паксан — Тхакхек — Саваннакхет — Паксе, и далее до Камбоджи. От неё идут ветви от Саваннакхета до Вьетнама на восток, вблизи столицы до реки Меконг, где расположен речный порт, и две ветви до Вьетнама через горы Чыонгшон. На севере основные автодороги идут от Луангпхабанг на запад до Мьянмы, на восток до Самныа и далее на Вьетнам.
Автопарк страны составлял в 1960 году — 5 тыс. авто, в 1963 — 7,2 тыс., в 1974 — 16 тыс. (14,1 тыс. легковых). Автодорогами перевезено (1972) 43 тыс. пассажиров и 1,2 тыс. т грузов.

### Водный транспорт
Главной водной артерией страны является река Меконг с несколькими притоками. Основные участки загруженности: Луангпхабанг — Вьентьян (402 км), Вьентьян — Саваннакхет (458), Паксе — Кхон (201). Речные порты находятся в Луангпхабанге, столицы, Тхакхекі, Саваннакхете, Паксе и Кхоне.

### Авиационный транспорт
Развит очень слабо. В столице находится единственный международный аэропорт — Ваттай. Значительные аэропорты содержатся в Луангпхабанге, Паксе и Сено. В стране расположено более 20 аэродромов. В 1972 году было перевезено 50 тыс. пассажиров.

## Сельское хозяйство
В сельском хозяйстве, что имеет потребительскую ориентацию, создается 51 % ВВП, из них 75 % приходится на растениеводство, 10 % — на животноводство и 15 % — на лесное хозяйство. В агропроизводстве сконцентрировано 80 % всех занятых.

### Растениеводство
Среди основных сельскохозяйственных культур выращиваются рис, кукуруза, соя, батат, маниок, бобовые (в основном горох), овощи и фрукты (манго, папайя, цитрусовые, бананы); среди технических культур распространены кофе, табак, хлопчатник, арахис, каучуконосы и сахарный тростник, а также пряности.
Рис выращивают на 90 % всех пахотных площадей (1970-е годы). В области рисосеяния занято 2/3 всего населения страны. В 1997 году было собрано 1,5 млн т. В стране распространены 22 сорта клейкого риса и 5 сортов твердого. Крупнейшие рисовые площади находятся в провинциях Вьентьян, Луангпхабанг, Саваннакхет, Салаван.
| Годы      | Урожай, тыс. т | Площадь, тыс. га | Урожайность, ц/га |
| --------- | -------------- | ---------------- | ----------------- |
| 1948—1953 | 530            | 825              | 6,5               |
| 1954—1956 | 546            | 665              | 8,2               |
| 1959      | 522            | ?                | ?                 |
| 1961—1965 | 609            | 728              | 8,3               |
| 1963      | 510            | ?                | ?                 |
| 1965—1966 | 754            | 930              | 8,1               |
| 1966—1967 | 811            | 960              | 8,4               |
| 1967—1968 | 771            | 656              | 11,7              |
| 1968—1969 | 895            | 665              | 13,4              |
| 1969—1970 | 903            | 665              | 13,5              |
| 1970—1971 | 811            | 665              | 12,1              |
| 1971—1972 | 817            | 665              | 12,2              |
| 1972—1973 | 884            | 665              | 13,2              |
| 1973—1974 | 905            | 686              | 13,1              |
| 1974—1975 | 910            | 680              | 13,3              |
| 1977      | ?              | 690              | ?                 |
| 1979      | ?              | 770              | ?                 |

Выращивают также кукурузу. В таких провинциях как Луангпхабанг, Сайнябули, Пхонгсали, Хуапхан посевы кукурузы преобладают над рисом — 75 %. Всего площади под кукурузой занимают 5 % всех пахотных земель страны.
| Годы      | Площадь, га | Урожай, т | Урожайность, ц/га |
| --------- | ----------- | --------- | ----------------- |
| 1948—1952 | 18          | 12        | 6,6               |
| 1961—1965 | 32          | 18        | 5,7               |
| 1971      | 35          | 28        | 8                 |
| 1972      | 35          | 27        | 7,6               |
| 1973      | 36          | 29        | 8,1               |
| 1974      | 36          | 30        | 8                 |

Кофе выращивается на юге страны. Распространенные сорта — арабика и робуста. Площадь плантаций кофе составляла 6000 га в 1970 году, 5300 га в 1973 году.
| Год  | Урожай, т | Год  | Урожай, т |
| 1970 | 3200      | 1974 | 2000      |
| 1973 | 1800      | 1976 | 2200      |

Некоторые данные по другим культурам:
- табак — в 1945 году собрано 850 т, в 1973 году 4 тыс. т с 6300 га
- хлопчатник — в 1973 году собрано 1,9 тыс. т с 5900 га
- арахис — 1 тыс. т с 2000 га, используется для производства масла
- цитрусовые — лимоны и грейпфруты
- овощи — картофель (15 тыс. т с 3000 га), маниок (14 тыс. т с 2000 га), батат и ямс (16 тыс. т с 3000 га), другие (томаты, салат, огурцы, перец, лук, баклажаны; 21 тыс. т)
- опийный мак — выращивается на севере, в 1960-х годах собрано 70 т, в 1975 году — 300 т.

### Животноводство
На долю отрасли приходится 10 % ВНП в сельском хозяйстве. Животноводство использует 45 % сельскохозяйственных земель в виде пастбищ и лугов (1971).
| Годы тыс. голов Скот | 1965 | 1970   | 1971   | 1972   | 1973   | 1974   | 1975 |
| -------------------- | ---- | ------ | ------ | ------ | ------ | ------ | ---- |
| буйволы              | 657  | 953    | 940    | 950    | 960    | 1040   | ?    |
| коровы               | 337  | 420    | 435    | 435    | 450    | 460    | 476  |
| лошади               | 16   | 27     | 28     | 29     | 30     | 33     | ?    |
| свиньи               | 890  | 1100   | 1150   | 1200   | 1250   | 1292   | 1313 |
| козы                 | 31   | 34     | 35     | 36     | 37     | 38     | ?    |
| куры                 | 8420 | 11 500 | 12 000 | 12 500 | 13 000 | 13 399 | ?    |
| утки                 | 197  | 198    | 190    | 190    | 190    | 194    | ?    |
| гуси                 | 46   | 49     | 50     | ?      | ?      | ?      | ?    |

Много население занимается рыболовством, а продукция перерабатывается на столичном рыбоконсервном заводе.

### Лесное хозяйство
Леса — неотъемлемая составляющая хозяйства Лаоса. Страна экспортирует ценные породы деревьев (сал, тик, палисандр и черное дерево).
Кроме этого производится бензойная смола в Хуапхане (35 т в 1940 году, 10 т — в 1964, 1 т — в 1969) и гуммилак в Хуапхане (граница с Камбоджей) и Луангпхабанге (17 т в 1960 году, 6,4 т в 1969).
В лесах ведется сбор кардамона, ценной пряности. В провинциях Вьентьян, Паклай и Аттапи ведется сбор из диких зарослей, а на плато Боловен есть окультуренные плантации. В 1960 году было собрано 4 т кардамона, в 1969 году — всего 1,5 т.

## Доходы населения
На 2017 год минимальный размер оплаты труда составил 800 000 кипов в месяц; кроме того, работодатели должны выплачивать пособие в размере 30 000 кипов в день. Минимальная заработная плата государственных служащих и сотрудников государственных предприятий составляет 1 400 000 кипов в месяц, что составляет $100 долларов США в месяц; кроме того, работодатели должны выплачивать пособие в размере $3,74 в день. Минимальная заработная плата государственных служащих и сотрудников государственных предприятий составляет $170 в месяц.